# Đài vòng Gavarnie
Bản mẫu:Infobox Đài vòng thiên nhiên

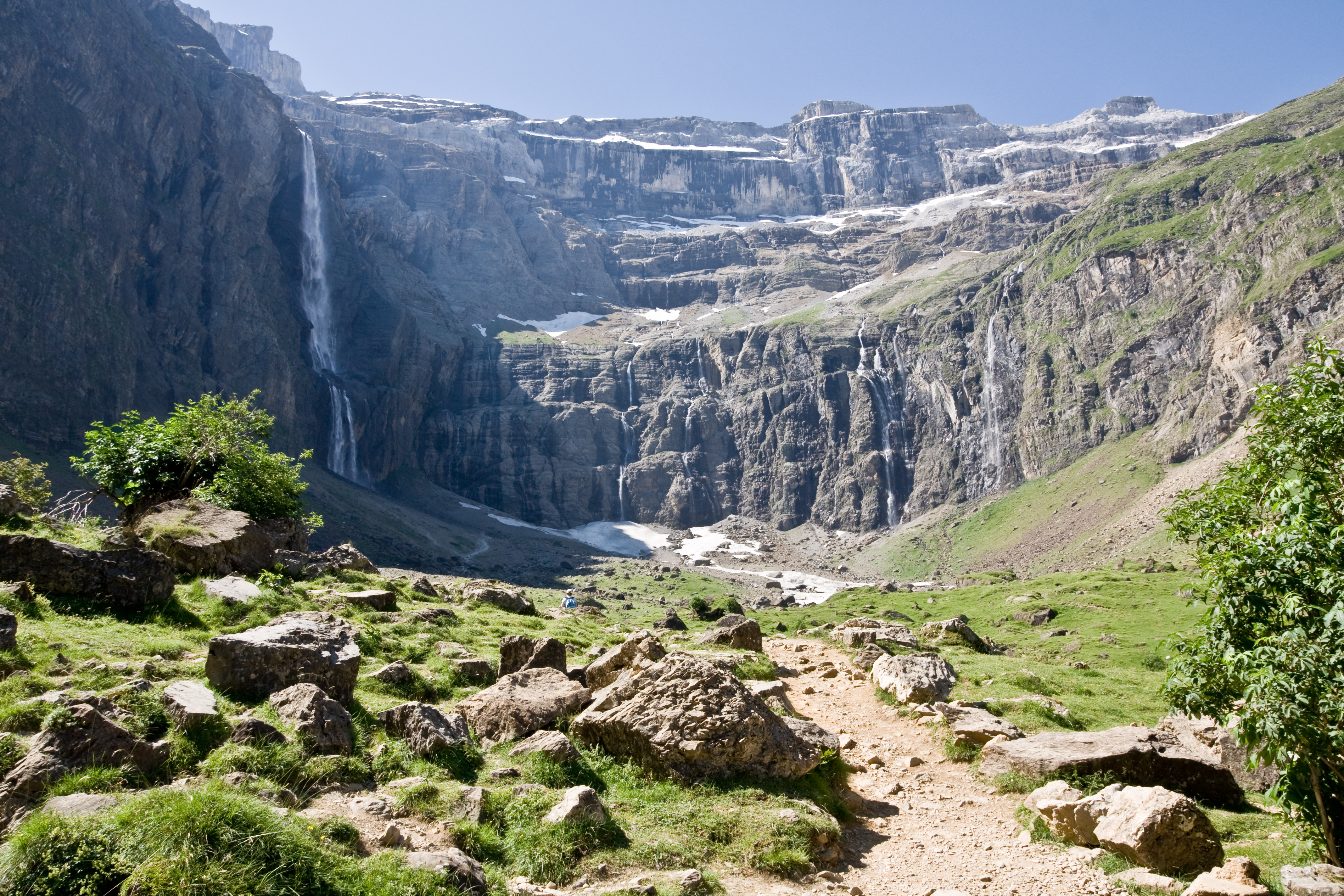
Đài vòng Gavarnie với thác nước Gavarnie ở bên trái

Đài vòng Gavarnie (tiếng gascon area de Gavarnia) là một đài vòng thiên nhiên thuộc loại băng hà, nằm ở dãy núi Pyrénées, thuộc thị xã Gavarnie, tỉnh (Hautes-Pyrénées), vùng Occitanie, Pháp.
Đài vòng Gavarnie là một phần của Vườn quốc gia Pyrénées và đã được UNESCO xếp vào danh sách di sản thế giới từ năm 1997 (trong khu di sản thế giới Pyrénées-Mont Perdu).

## Địa lý & Địa chất
Đài vòng Gavarnie có đường kính rộng 6 km, nguyên thủy hình thành từ băng hà, là nơi được các du khách tới thăm nhiều nhất trong số các thắng cảnh của dãy núi Pyrénées. Đất pha vôi màu xám, màu son hoặc màu hồng dâng lên tới độ cao 3.000 m. Khu vực địa chất của đài vòng này là một mẫu địa chất của tầng đất cuốn lên.
Chiều cao các vách của đài vòng này lên tới 1.500 m, chia thành 3 tầng liên tiếp, ngăn cách bởi các đường mép không nghiêng nhiều. Chung quanh đài vòng là các ngọn núi grand pic d'Astazou, pic du Marboré, pic de la cascade orientale, tour de Gavarnie, casque de Gavarnie và pic du Taillon. Brèche de Roland là một điều kỳ lạ về địa chất, một vết khắc từ băng hà. Ta có thể đi bộ tới đó từ đèo Boucharo, sau trạm trượt tuyết Gavarnie-Espécières.

## Du lịch
Hàng năm Festival de Gavarnie được tổ chức ở đây, đã lôi cuốn rất nhiều du khách tham dự - trái với các nhu cầu bảo vệ sinh thái - có thể khiến cho UNESCO đưa Đài vòng Gavarnie ra khỏi danh sách Di sản thế giới, như trường hợp Khu ẩn náu của sơn dương Ả Rập tại Oman đã bị đưa ra khỏi danh sách này năm 2007.

## Liên kết ngoài

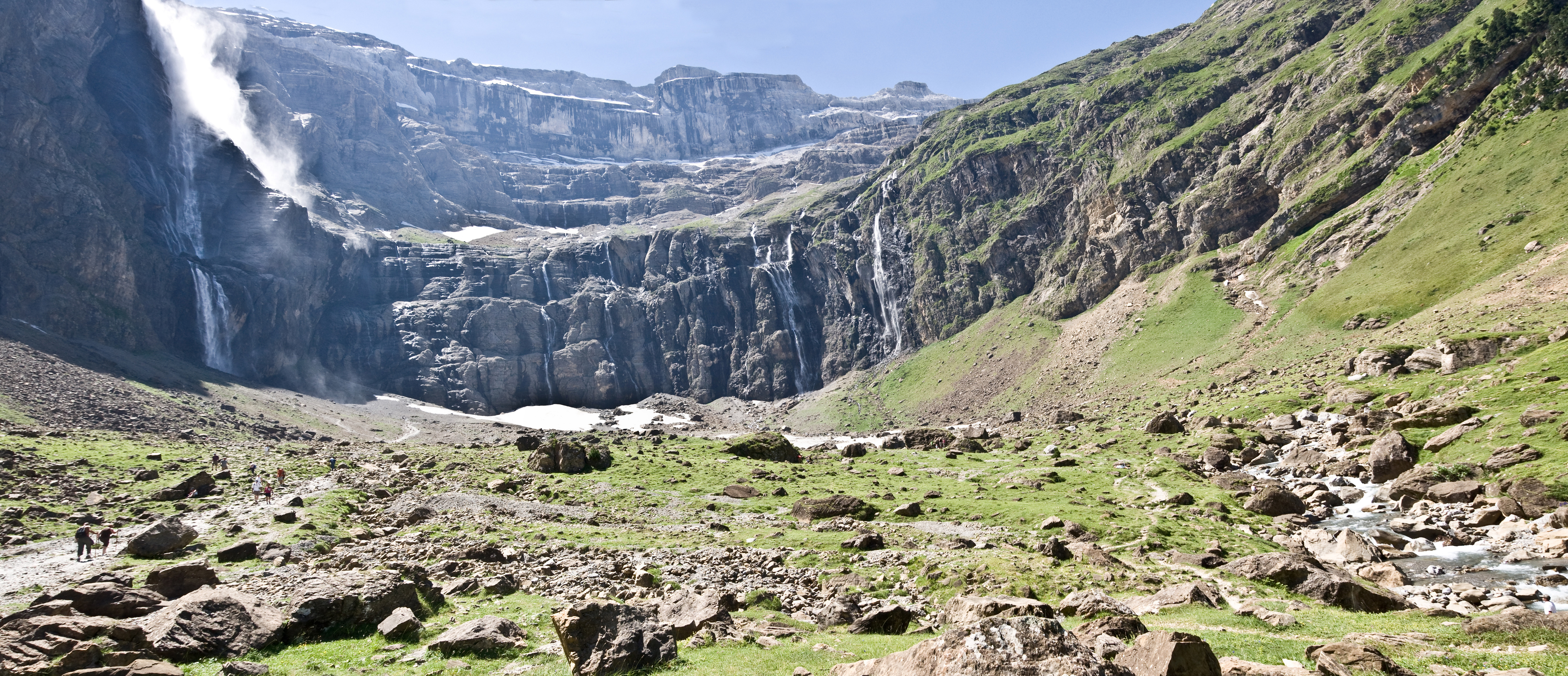
Đài vòng Gavarnie